# Ван Сантен, Хенк
Хендрик (Хенк) ван Сантен (нидерл. Hendrik "Henk" van Santen; 11 января 1955, Амстердам — 2 августа 2019) — нидерландский футболист, игравший на позиции полузащитника. Являлся воспитанником футбольной школы амстердамского «Аякса». В составе клуба дебютировал в сентябре 1974 года, но в команде за два сезона сыграл лишь в 21 матче чемпионата. В 1976 году перешёл в «Твенте» из Энсхеде, но по прошествии нескольких сезонов, был вынужден завершить свою карьеру из-за травмы.

## Клубная карьера
В 1974 году 19 летний ван Сантен был переведён в основной состав «Аякса». В Высшем дивизионе Нидерландов Хенк дебютировал 1 сентября 1974 года, в домашнем матче против роттердамского «Эксельсиора». Ван Сантен отыграл в матче 66 минут, после которых его заменили на Арнольда Мюрена. Матч завершился победой «Аякса» со счётом 2:0, в составе победителей голами отличились Джонни Реп и Пим ван Дорд. В дебютном сезоне Хенк провёл 15 матчей в чемпионате, а также отыграл в трёх играх кубка УЕФА сезона 1974/1975. Дебютным матчем ван Сантена в еврокубках стала гостевая игра против английского «Сток Сити», состоявшаяся 18 сентября 1974 года, в той игре «Аякс» сыграл вничью 1:1.
В своём втором сезоне Хенк редко попадал в основной состав клуба, а после окончания сезона 1975/1976, Ван Сантен перешёл «Твенте» из Энсхеде. Дебютировал Хенк за «Твенте» 10 августа 1976 года, в товарищеском матче против английского «Ливерпуля», в дебютной игре Ван Сантен отметился голом, а его команда одержала победу со счётом 2:0. Официальный дебют Хенка состоялся 22 августа, в домашнем матче чемпионата против клуба «Амстердам». «Твенте» разгромил своего соперника с крупным счётом 4:0, хет-триком отметился Арнолд Мюрен, который ещё в 1974 году перешёл из «Аякса» в стан «Твенте». Свой первый гол в чемпионате Хенк забил 23 октября в игре против клуба НАК Бреда, но его команда в том матче уступила в гостях со счётом 3:1. В середине ноября 1976 года Ван Сантен получил тяжёлую травму и был вынужден пропустить остаток сезона 1976/1977, до травмы Хенк успел сыграть 12 матчей в чемпионате и забить один гол. Из-за травмы Ван Сантен не попал в заявку команды на предстоящий сезон 1977/1978, в сезоне 1978/1979 Хенка также не было в основной команде. Лишь в сезоне 1979/1980 Ван Сантен вновь вернулся в основу, однако он так и не сыграл ни одного матча и был вынужден досрочно завершить свою карьеру из-за постоянных травм.

## Личная жизнь
Отец — Теодорюс Йоханнес Герардюс ван Сантен, был родом из Алкмара, мать — Вобина Гертрёйда тер Борг, родилась в Амстердаме.
Женился в возрасте двадцати лет — его супругой стала 19-летняя Кристина Луизе Йеллесе, уроженка Амстердама. Их брак был зарегистрирован 9 мая 1975 года в Амстердаме. В семье родилось трое детей. Брак завершился разводом в сентябре 1986 года.
Умер 2 августа 2019 года в возрасте 64 лет.

## Статистика выступлений
| Клуб             | Сезон            | Лига | Лига | Кубки | Кубки | Европейские кубки | Европейские кубки | Итого | Итого |
| Клуб             | Сезон            | Игры | Голы | Игры  | Голы  | Игры              | Голы              | Игры  | Голы  |
| ---------------- | ---------------- | ---- | ---- | ----- | ----- | ----------------- | ----------------- | ----- | ----- |
| Аякс             | 1974/75          | 15   | 0    | 1     | 0     | 3                 | 0                 | 19    | 0     |
| Аякс             | 1975/76          | 6    | 0    | 0     | 0     | 3                 | 0                 | 9     | 0     |
| Аякс             | Итого            | 21   | 0    | 1     | 0     | 6                 | 0                 | 28    | 0     |
| Твенте           | 1976/77          | 12   | 1    | 0     | 0     | 0                 | 0                 | 12    | 1     |
| Твенте           | 1979/80          | 0    | 0    | 0     | 0     | 0                 | 0                 | 0     | 0     |
| Твенте           | Итого            | 12   | 1    | 0     | 0     | 0                 | 0                 | 12    | 1     |
| Всего за карьеру | Всего за карьеру | 33   | 1    | 1     | 0     | 6                 | 0                 | 40    | 1     |